# Список дамшхоутов и торншхоутов Российского императорского флота

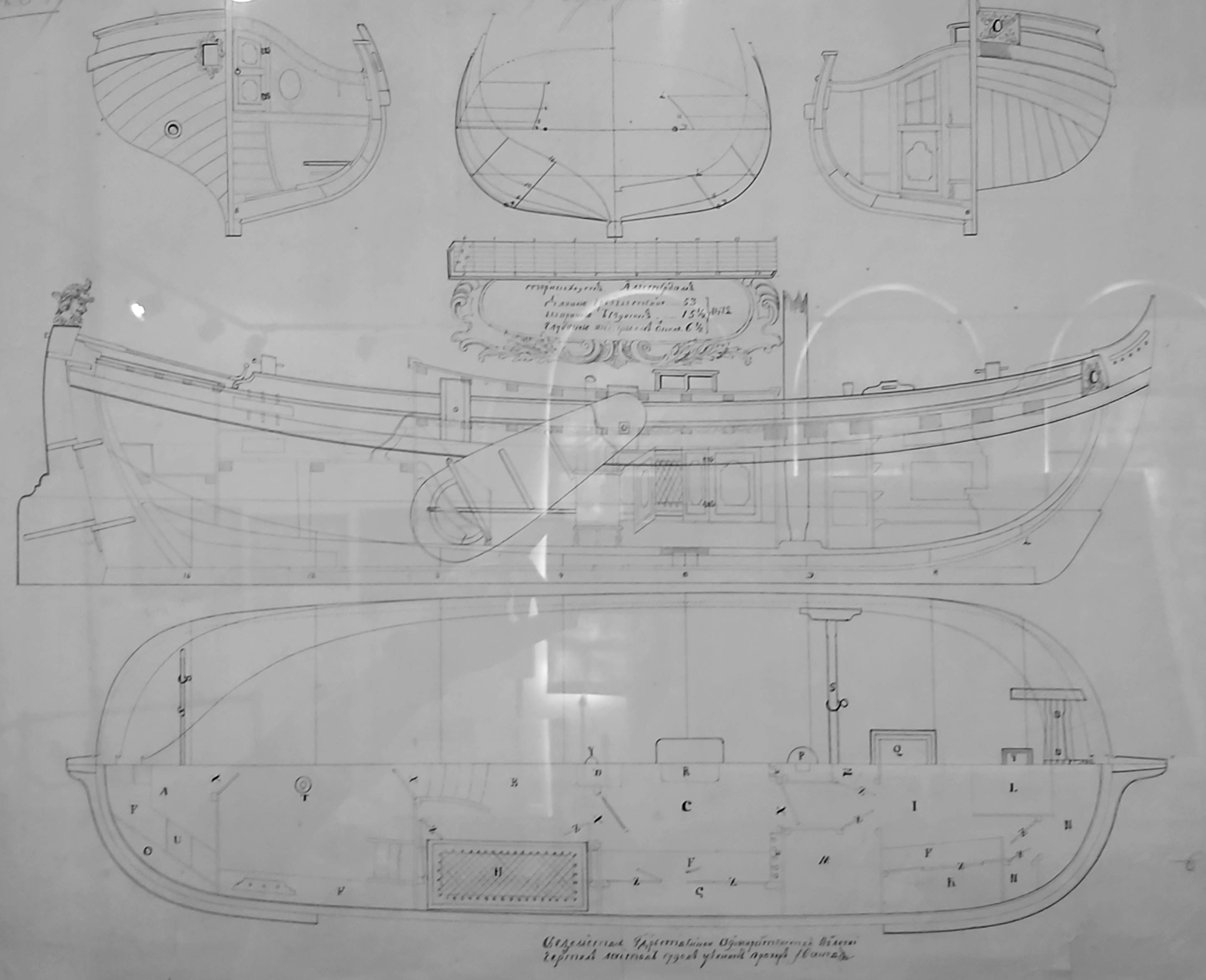
Чертёж торншхоута «Амстердам» из собрания ЦВММ

В список включены дамшхоуты и торншхоуты, состоявшие на вооружении Российского императорского флота.

## Легенда
Список судов разбит на разделы по флотам и флотилиям, внутри разделов суда представлены в порядке очерёдности включения их в состав флота. Ссылки на источники информации для каждой строки таблицы списка и комментариев, приведённых к соответствующим строкам, сгруппированы и располагаются в столбце Примечания
- Наименование — имя судна, в случае если оно не сохранилось, указывается количество однотипных судов.
- Размер — длина и ширина судна в метрах.
- Верфь — место постройки судна.
- Корабельный мастер — фамилия мастера, построившего или руководившего постройкой судна.
- Дата закладки судна — дата начала строительства.
- История службы — основные места, даты и события.
- н/д — нет данных.

Сортировка может проводиться по любому из выбранных столбцов таблиц, кроме столбцов История службы и Примечания.

## Дамшхоуты Балтийского флота
В разделе приведены дамшхоуты, входившие в состав Балтийского флота России.
| Наименование | Размер | Верфь | Закладка | Вход | Выход | История службы                                                                                    | Прим. |
| ------------ | ------ | ----- | -------- | ---- | ----- | ------------------------------------------------------------------------------------------------- | ----- |
| Без названия | н/д    | н/д   | н/д      | н/д  | н/д   | В кампанию 1730 года совершал плавания в Финском заливе под командованием лейтенанта Ф. Нащокина. | [ 1 ] |
| Вирцоу       | н/д    | н/д   | н/д      | н/д  | н/д   | В кампанию 1730 года совершал плавания в Финском заливе под командованием шкипера Саблина.        | [ 1 ] |
| № 8          | н/д    | н/д   | н/д      | 1782 | 1807  | Сведений о плаваниях судна не сохранилось. По окончании службы был разобран в Санкт-Петербурге.   | [ 2 ] |

## Торншхоуты Балтийского флота
В разделе приведены торншхоуты, входившие в состав Балтийского флота России.
| Наименование | Размер | Верфь     | Закладка | Вход | Выход | История службы | Прим.       |
| ------------ | ------ | --------- | -------- | ---- | ----- | --- | ----------- |
| Амстердам    | н/д    | Амстердам | н/д      | 1717 | н/д   | В 1719 году был приведён с Санкт-Петербург совместно с подаренной прусским королём Петру I яхтой «Декроне».                  | [ 2 ]       |
| Ладога       | н/д    | н/д       | н/д      | н/д  | н/д   | В 1765 году находился в составе эскадры, сопровождавшей императрицу Екатерину II в путешествии из Петербурга в Шлиссельбург. | [ 3 ] [ 4 ] |

## Торншхоуты Беломорской флотилии
В разделе приведены торншхоуты, входившие в состав Беломорской флотилии России.
| Наименование | Размер | Верфь       | Закладка          | Вход | Выход | История службы                             | Прим.       |
| ------------ | ------ | ----------- | ----------------- | ---- | ----- | ------------------------------------------ | ----------- |
| Бар          | н/д    | Архангельск | 2 (13) марта 1742 | н/д  | н/д   | Сведений о плаваниях судна не сохранилось. | [ 5 ] [ 6 ] |

## Дамшхоуты Каспийской флотилии
В разделе приведены дамшхоуты, входившие в состав Каспийской флотилии России.
| Наименование | Размер | Верфь           | Корабельный мастер | Закладка | Вход | Выход | История службы                                                                                  | Прим.             |
| ------------ | ------ | --------------- | ------------------ | -------- | ---- | ----- | ----------------------------------------------------------------------------------------------- | ----------------- |
| 7 дамшхоутов | н/д    | Казанская верфь | Роберт Гардлий     | 1719     | 1720 | н/д   | Сведений о плаваниях судов не сохранилось.                                                      | [ 7 ] [ 8 ] [ 9 ] |
| 5 дамшхоутов | н/д    | Казанская верфь | н/д                | 1740     | н/д  | н/д   | Сведений о плаваниях судов не сохранилось. Водоизмещение всех пяти судов составляло по 25 тонн. | [ 10 ]            |